# 審食其
審食其（前3世纪？—前177年），西漢沛人，呂后时左丞相。被淮南王劉長所殺。

## 生平
審食其與劉邦是同鄉的好朋友，劉邦攻取沛縣，自稱「沛公」，隨即出征，将父親劉太公托付给兄劉喜和審食其。高祖二年（前205年）、漢王劉邦败于西楚霸王項羽，丢弃妻子逃走。審食其跟从劉邦之妻呂雉（後來人稱呂后）、劉邦之父劉太公从小道逃走，遇上楚军被俘，被项羽劫持到军中作为人質，審食其在楚營中照顧劉太公、呂雉起居。之後、呂雉、劉太公、審食其被项羽釋放。
高祖六年（前201年），封辟陽侯。高祖八年（前199年），趙王張敖的國相貫高暗殺劉邦未遂，被人告發，趙王張敖下獄。昔年張敖所献美人赵姬為高祖侍寢，已怀孕，也連坐下獄。她弟弟趙兼拜托審食其让呂后放了他姐姐，呂后嫉妒，不想理會，審食其也不敢尽力争取，趙姬在獄中憤怒，生下劉長后就自殺了。高祖十二年（前195年）、燕王盧綰作乱的计划被高祖得知，遂派審食其和御史大夫趙堯去迎盧綰，盧綰称病不朝。
高祖死後，呂后与審食其商议說，將軍們認為先帝也只是出身平民，對先帝都不滿、不服了，怎麼可能要他們侍奉少主？所以呂后過了四天還不發喪，打算殺盡功臣將領。有人暗中轉告這些話給將軍酈商。酈商去見審食其，說：「我聽說皇帝駕崩四天，還不發喪，意思是要殺掉所有將領。如果真的如此，天下就危險了。陳平、灌嬰率十萬大軍鎮守滎陽，樊噲、周勃率二十萬大軍攻下燕地和代地，如他們聽說皇帝駕崩了，將軍們都將被殺戮，必定會聯兵回頭來攻關中。屆時大臣們在首都叛亂，諸侯們在外面造反，漢朝遲早要滅亡的了。」審食其把這些話轉告了呂后，呂后於是發喪，大赦天下。
漢惠帝七年（前188年）为典客，翌年（呂后元年）为左丞相，但他不在外朝管理政务，反而像郎中令一样在宮内監視，官僚奏事都通过他的決裁。
呂后八年（前180年），呂后死後，審食其任太傅。誅呂安劉事變之後，再度拜相，漢文帝即位，不久，被罷免。
文帝三年（前177年），淮南王劉長怨恨審食其當年没有帮他母亲伸冤，遂在審食其訪问淮南时将他暗殺。審食其被諡为「幽侯」。儿子審平继为辟陽侯，漢景帝2年（前155年）以謀反罪自殺。

## 註解
1. ↑  《汉书》卷四：淮南王長殺辟陽侯審食其。

## 延伸阅读
[在维基数据编辑]
 《史記/卷056》，出自司馬遷《史記》